# Quartier de l’Europe
Koordinaten: 48° 53′ N, 2° 19′ O
Das Quartier de l’Europe ist ein Stadtviertel in Paris. Es hat eine Fläche von 118,3 Hektar und gehört zum 8. Arrondissement. Das Quartier ist das 32. der Stadt und hat 18.640 Einwohner (Stand 2014). Im Viertel befindet sich der Platz, der dem Viertel den Namen gab, Place de l’Europe (seit dem 29. Mai 2018 Place de l’Europe–Simone Veil). Um diesen Platz herum sind zahlreiche Straßen nach europäischen Städten benannt, die sich teilweise bis in das 9. Arrondissement erstrecken.

## Lage
Das Quartier de l’Europe befindet sich im nördlichen Teil des 8. Arrondissements von Paris. Es wird begrenzt im Norden vom Boulevard de Courcelles und vom Boulevard des Batignolles, im Osten von der Rue d’Amsterdam, im Süden von der Rue de la Pépinière und der Rue La Boètie und im Westen von der Rue de Courcelles. Zu den markanten Eckpunkten des Viertels gehören im Südosten der Bahnhof Paris Gare Saint-Lazare und im Nordwesten der Parc Monceau.

## Geschichte
An der Stelle des heutigen Bahnhofs Saint-Lazare befand sich im 18. Jahrhundert der Jardin de Tivoli, eine für Simon-Gabriel Boutin errichtete Parkanlage. Aus dieser ging im 19. Jahrhundert der Pariser Vergnügungspark Tivoli hervor. Das Gebiet nördlich hiervon war bis zum Beginn des 19. Jahrhunderts noch ländlich geprägt. Hier befand sich zwischen den Siedlungen Porcherons und Petite-Pologne ein sumpfiges Gebiet in einem alten Flussbett. 1826 erwarben der schwedische Bankier Jonas-Philip Hagerman und der Franzose Sylvain Mignon das Gebiet, um hier ein neues Wohnviertel anzulegen. Im Zentrum des geplanten Viertels ließen sie den sternförmigen Place de l’Europe anlegen. Die umgebenden Straßen erhielten meist Namen europäischen Städte (hier eine Auswahl):
- Rue d’Amsterdam
(Amsterdam)
- Rue de Bruxelles
(Brüssel)
- Rue de Bucarest
(Bukarest)
- Rue de Constantinople
(Konstantinopel)
- Rue d’Édimbourg
(Edinburgh)
- Rue de Florence
(Florenz)
- Rue de Berlin
(Berlin)
- Rue de Lisbonne
(Lissabon)
- Rue de Londres
(London)
- Rue de Madrid
(Madrid)
- Rue de Milan
(Mailand)
- Rue de Messine
(Messina)
- Rue de Moscou
(Moskau)
- Rue de Naples
(Neapel)
- Rue de Rome
(Rom)
- Rue de Saint-Pétersbourg
(Sankt Petersburg)
- Rue de Stockholm
(Stockholm)
- Rue de Turin
(Turin)
- Rue de Vienne
(Wien)

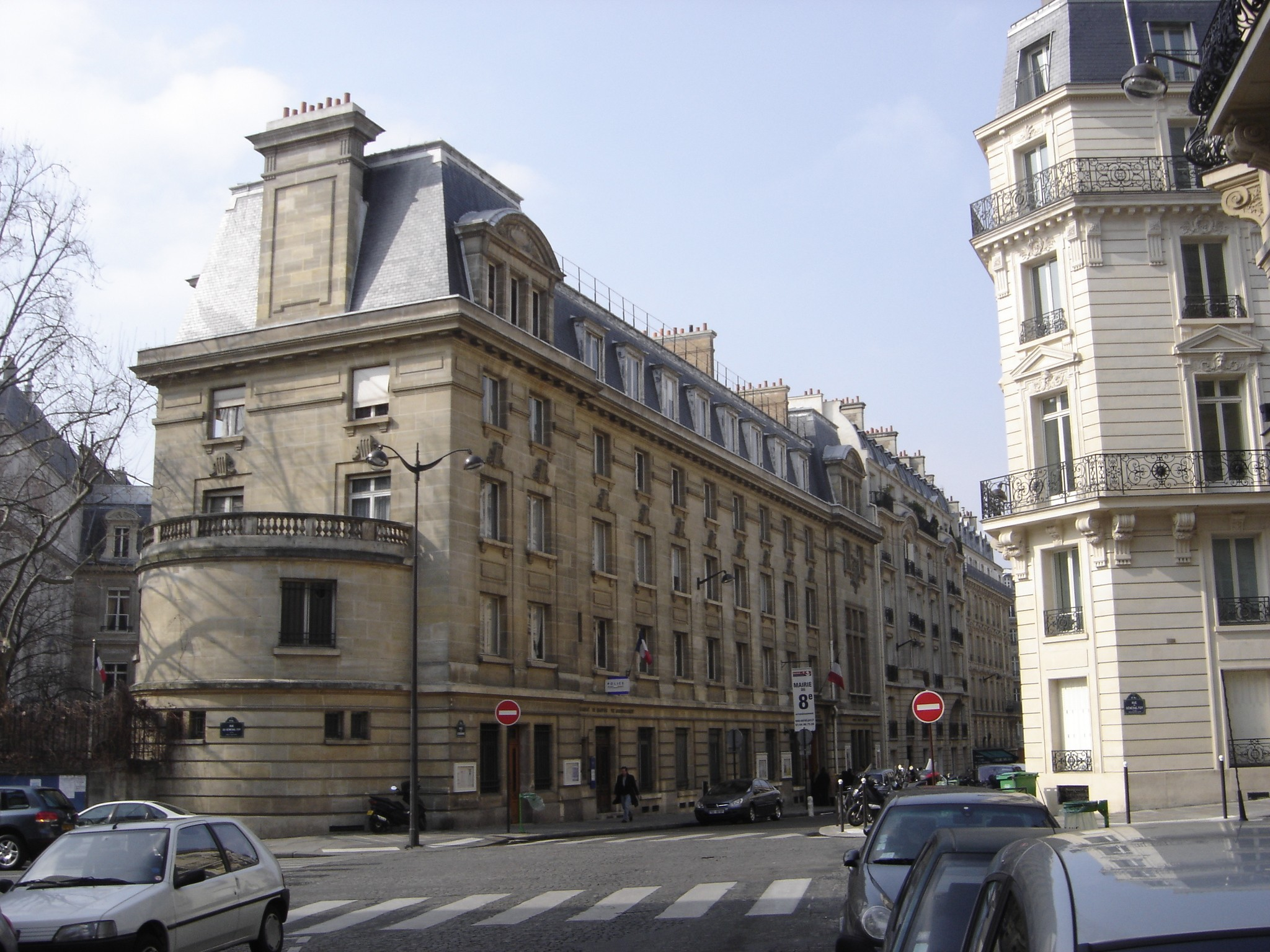
Rathaus (Mairie) des 8. Arrondissement in der Rue de Lisbonne

Eine weitere, allerdings nicht nach einer europäischen Stadt benannte Straße ist die Rue de Téhéran. Nachdem bereits 1849 mit der Rue de Parme (Parma) eine weitere Straße nach einer europäischen Stadt benannt wurde, kamen 1868 die Rue de Copenhague (Kopenhagen), 1881 die Rue d’Athènes (Athen), 1884 die Rue de Berne (Bern, vormals Rue Mosnier) und 1910 die Rue de Budapest (Budapest, vormals Passage de Navarin und Passage de Tivoli) hinzu. Zu Beginn des Ersten Weltkrieges erfolgte die Umbenennung der Rue de Berlin in Rue de Liège (Lüttich). Die Rue de Vienne hingegen wurde nicht umbenannt, obwohl Österreich ebenfalls Kriegsgegner war. Ebenso erhielt die Rue de Constantinople keine neue Bezeichnung, auch nicht, seitdem die Stadt offiziell als Istanbul bezeichnet wird. Die Rue de Saint-Pétersbourg hingegen änderte mehrmals ihre Bezeichnung und hieß zwischenzeitlich von 1914 bis 1945 Rue de Pétrograd und von 1945 bis 1991 Rue de Léningrad. Als 1860 die heutigen Arrondissements geschaffen wurden, kamen nicht alle Straßen des Europaviertels zum Verwaltungsbereich des 8. Arrondissement. Die Rue de Parme, Rue de Bruxelles, Rue de Milan, Rue d’Athènes und Rue de Budapest gehören vollständig, die Rue de Liège und Rue de Londres teilweise zum 9. Arrondissement und sind verwaltungstechnisch nicht Teil des Quartier de l’Europe.

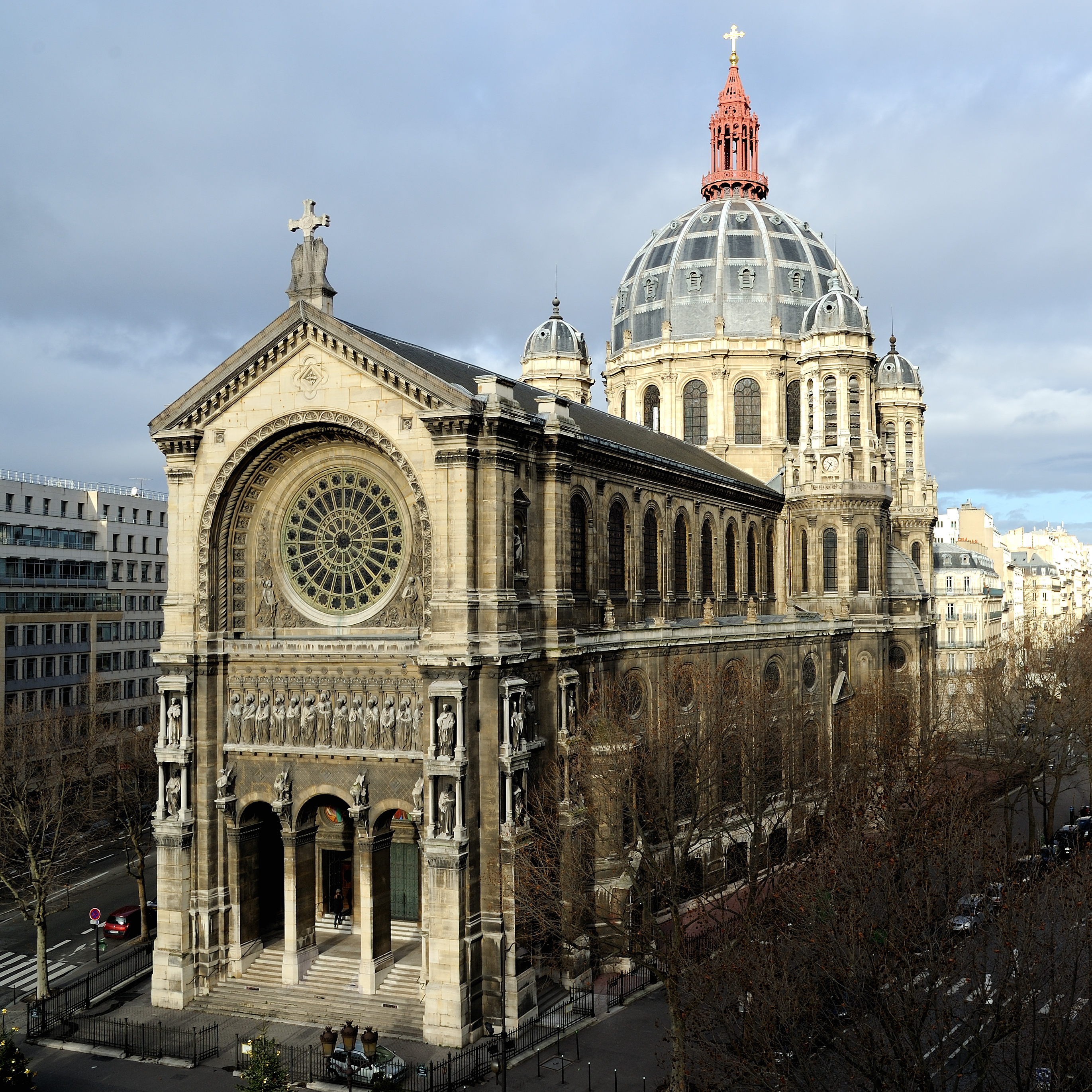
Église Saint-Augustin

Bereits 1837 entstand der erste Vorgängerbau des Bahnhofs Saint-Lazare. Dieser wurde zunächst an dem Place de l’Europe errichtet. Bei der Verlegung des Bahnhofs an seine heutige Stelle, zwischen 1842 und 1853, wurden die Bahngleise in südlicher Richtung verlängert und den Place de l’Europe als Brückenkonstruktion über den Bahngleisen errichtet. Die Bebauung des Gebietes rund um den Place de l’Europe mit Wohnhäusern begann erst 1865. Zu den Sehenswürdigkeiten des Quartiers gehören die ab 1860 erbaute Kirche St-Augustin und der Parc Monceau, der auf einen königlichen Park des 18. Jahrhunderts zurückgeht. Die Umgebung des Parks wurde ebenfalls erst in der zweiten Hälfte des 19. Jahrhunderts bebaut. Das Rathaus des 8. Arrondissements befindet sich im Hôtel Cail in der Rue de Lisbonne Nr. 3.
Das Viertel um den Place de l’Europe entwickelte sich ab den 1870er Jahren zum beliebten Künstlerviertel. Édouard Manet, der in der Rue de Saint-Pétersbourg lebte, malte 1872/73 im Bild Die Eisenbahn den Blick auf die Bahngleise an der Rue de Rome. 1878 schuf er zudem mehrere Ansichten der Rue Mosnier (heute Rue de Berne). Der Place de l’Europe ist von Gustave Caillebotte in verschiedenen Gemälden festgehalten worden. Auch sein Gemälde Straße in Paris an einem regnerischen Tag findet in der Rue de Turin sein Vorbild im Quartier de l’Europe. Von Claude Monet stammt eine Reihe von Ansichten des Bahnhofs Saint-Lazare. Darüber hinaus hat er mehrere Ansichten des Parc Monceau gemalt.
Kurz nach dem Beginn des Ersten Weltkriegs entschied der Stadtrat, die Rue de Berlin umzubenennen in Rue de Liège (Lüttich). Die Metrostation Berlin wurde ebenfalls in Liège umbenannt. Die Umbenennung erfolgte zu Ehren des heldenhaften Widerstands der Lütticher gegen die deutsche Invasion während der Schlacht um Lüttich (5. bis 16. August 1914), um so den Widerstandswillen der Belgier zu würdigen.

## Schulen
- Lycée Chaptal
- Lycée Racine
- Lycée Fénelon

## Botschaften
- Botschaft von Algerien, Rue de Lisbonne
- Botschaft von Myanmar, Rue de Courcelles
- Botschaft von Ecuador, Avenue de Messine
- Botschaft von Äquatorialguinea, Boulevard de Caroucelles
- Botschaft von Singapur, Rue Morillo

## Grünanlagen

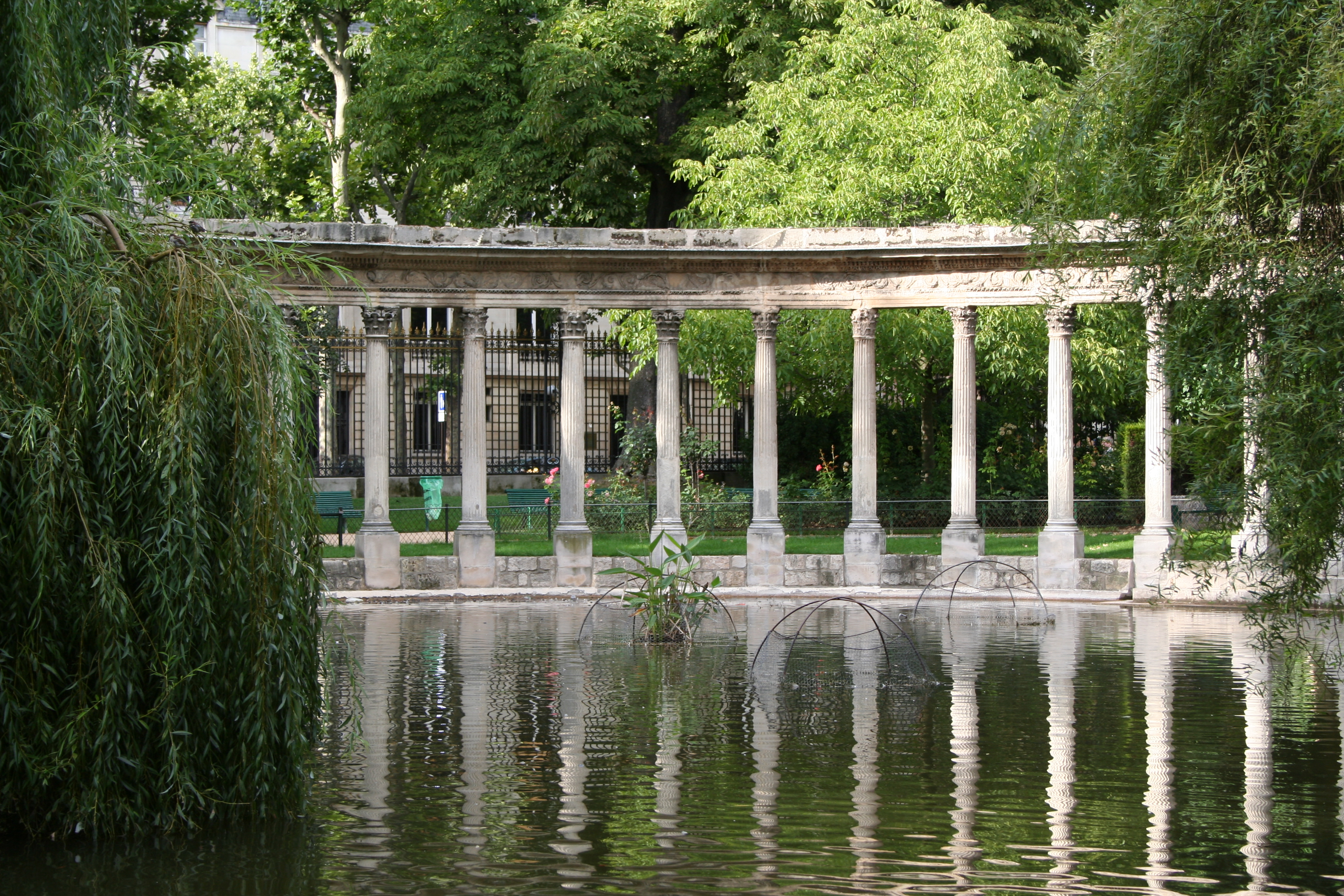
Kolonnaden im Parc Monceau

- Parc Monceau
- Square Marcel Pagnol

## Kirchen
- Église Saint-André-de-l'Europe
- Église Saint-Augustin

## Museen
- Musée Cernuschi, Avenue Vélasquez
- Musée Jacquemart-André, Boulevard Haussmann
- Museum Nissim de Camondo, Rue de Monceau

## Verkehrsverbindungen
Im Stadtviertel liegt der Gare de Paris-Saint-Lazare. Von hier aus gibt es Fernverbindungen nach Le Havre, Cherbourg, Trouville-Deauville und Dieppe. Darüber hinaus fahren von hier die Züge des Regionalverkehrs der Transilien   . Zu den verschiedenen Stationen der Pariser Metro im Stadtviertel gehören:
| Station              | Linie | Bild | Eröffnung           | Bemerkung                                                                                           |
| -------------------- | ----- | ---- | ------------------- | --------------------------------------------------------------------------------------------------- |
| Courcelles           | 02    |      | 1902                | Am nordwestlichen Rand des Viertels, Zwischen dem Boulevard de Courcelles und der Rue de Courcelles |
| Europe – Simone Veil | 03    |      | 1904                | Im Zentrum des Viertels, an der Rue de Rome                                                         |
| Liège                | 13    |      | 1911                | Am östlichen Rand des Viertels in der Rue d’Amsterdam                                               |
| Miromesnil           | ·     |      | 1923–1973           | Am südlichen Rand des Viertels, an der Rue La Boétie                                                |
| Monceau              | 02    |      | 1902                | Am nördlichen Rand des Viertels, am Boulevard de Courcelles                                         |
| Place de Clichy      | ·     |      | 1902–1911           | Am Place de Clichy                                                                                  |
| Rome                 | 02    |      | 1902                | Am nördlichen Rand des Viertels, am Boulevard des Batignolles                                       |
| Saint-Augustin       | ·     |      | 1923–2004           | An am südlichen Rand des Viertels, am Place Saint-Augustin                                          |
| Saint-Lazare         | ·     |      | 1904–1910-1911-2003 | Am südlichen Rand des Viertels, Übergang zum gleichnamigen Fernbahnhof                              |
| Villiers             | ·     |      | 1902                | Am nördlichen Rand des Viertels, am Boulevard de Courcelles                                         |

Die Buslinien 20, 21, 22, 24, 26, 27, 28, 29, 30, 32, 43, 53, 66, 80, 81, 84, 94, 95 und 352 (zum Flughafen Paris-Charles-de-Gaulle) bedienen tagsüber das Stadtviertel. Hinzu kommen die Nachtlinien N01, N02, N15 und N16.